# Maison Stella
La maison Stella (Stellan talo) est un bâtiment situé dans le quartier Kotkansaari de Kotka en Finlande.

## Présentation
La maison de Stella est un immeuble avec des locaux commerciaux et de bureaux et des appartements résidentiels.
L'édifice a été conçu par Grahn, Hedman & Wasastjerna et construit en 1896. 
La maison Stella est située à côté de la place du marché, à côté du centre commercial Pasaati le long de la rue Kauppakatu.
Parmi les locataires de l'immeuble citons: Konditoria Coco, R-kioski, M-room, Re/Max, Kuva-Salonen, Ompelimo Kaiku et Purnukka.